# Plante bulbeuse

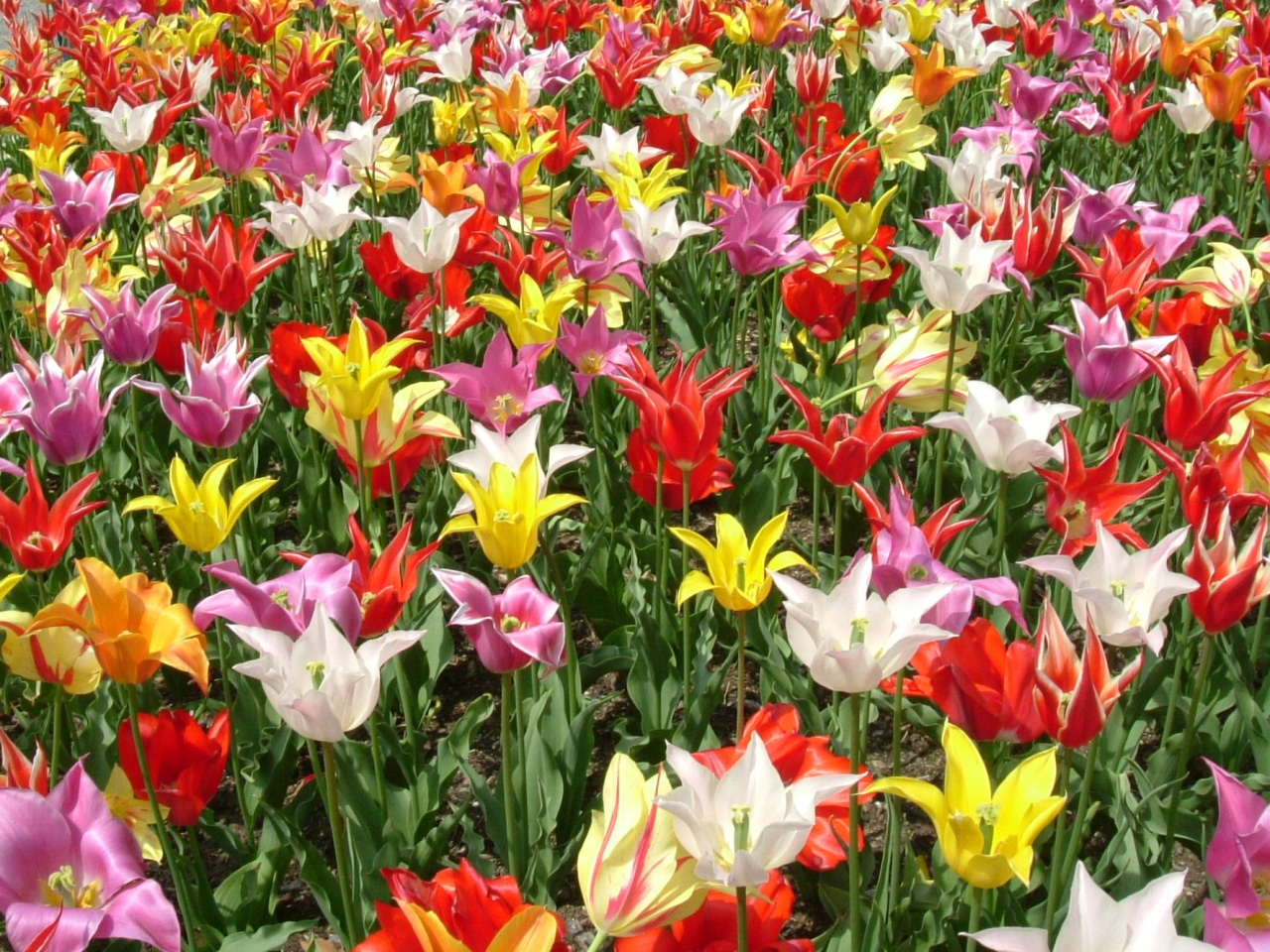
Tulipes (Tulipa), une des nombreuses espèces de plantes bulbeuses.

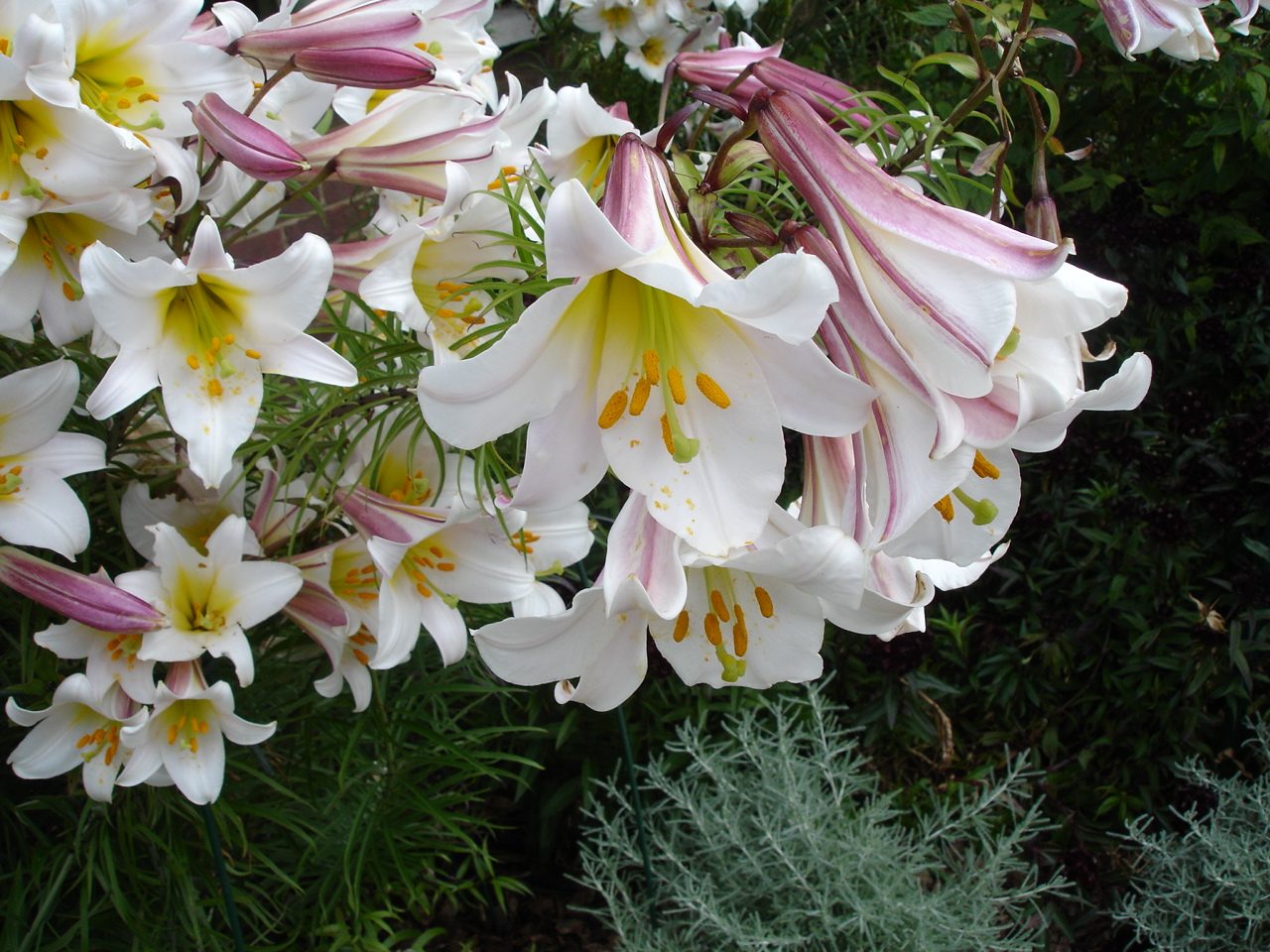
Lilium regale.

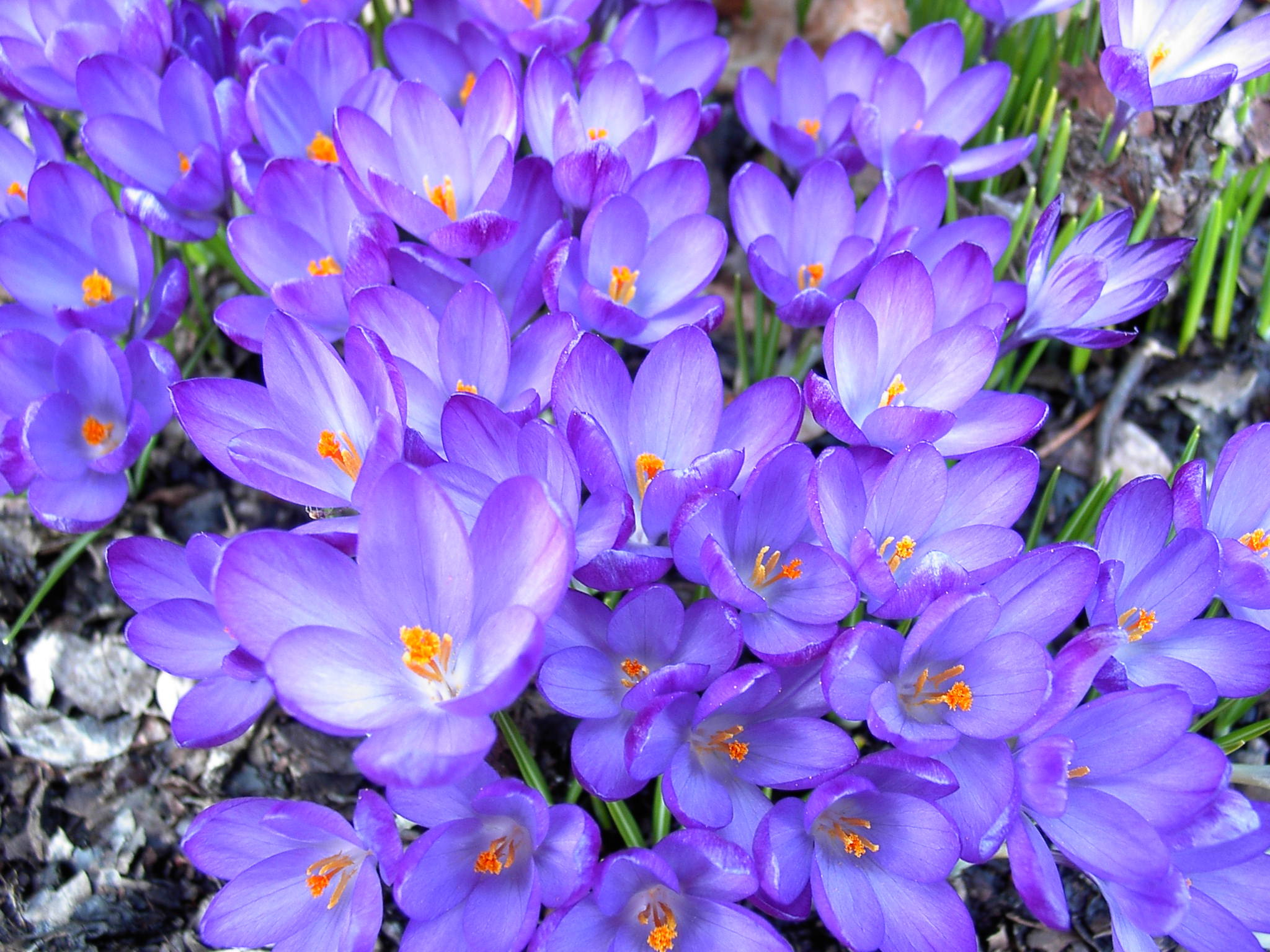
Groupe de crocus en fleurs.

En jardinage et horticulture, les plantes bulbeuses (ou tubéreuses) sont des plantes herbacées vivaces cultivées pour l'attrait de leur floraison, qui présentent des organes souterrains de réserve nutritive, tels que bulbes, cormes, rhizomes, tubercules et racines tubéreuses. Ces espèces, classées parmi les géophytes dans la classification des types biologiques de Raunkaier, ont tendance à perdre leur partie aérienne lors des saisons défavorables à la croissance (hiver ou été selon les espèces) et restent au repos grâce aux réserves stockées dans les bulbes. Lorsque les conditions saisonnières sont à nouveau favorables, ces réserves soutiennent le nouveau cycle de croissance. De plus, les bulbes permettent également la multiplication végétative ou asexuée chez ces espèces,. 
Le concept de « plantes bulbeuses » fait essentiellement référence aux espèces utilisées comme plantes ornementales dans les parcs et jardins ou pour la production de fleurs coupées et en dehors de ce cadre, il n'est pas utilisé pour désigner des plantes dont les structures de multiplication végétative ne sont pas des bulbes.

## Adaptation au milieu
Les plantes ont résolu de différentes manières le problème de la survie pendant les périodes défavorables, telles que les hivers très froids et les étés excessivement chauds et secs. Ainsi, les espèces annuelles achèvent leur cycle pendant les saisons favorables et  passent sous forme de graines les périodes défavorables à la croissance. Les plantes bulbeuses, quant à elles, ont développé des organes de réserve souterrains qui leur permettent de survivre pendant les saisons défavorables dans un état de repos et de reprendre leur croissance lorsque les conditions environnementales redeviennent favorables.
Les adaptations et stratégies des plantes bulbeuses peuvent répondre à un large éventail d'exigences écologiques. De nombreuses tulipes (Tulipa) d'origine asiatique, par exemple, sont adaptées à un climat continental extrême, avec des étés secs et chauds, des hivers glaciaux et des printemps avec de brèves averses, période durant laquelle elles développent leur cycle complet. Il existe, en revanche, de nombreuses espèces de sous-bois, comme certains crocus (Crocus), scilles (Scilla) et les dents-de-chien (Erythronium) qui, grâce à leurs réserves nutritives, poussent très vite et terminent leur cycle au début du printemps, avant que les feuilles des arbres ne se soient développées et les soustraient à la lumière du soleil

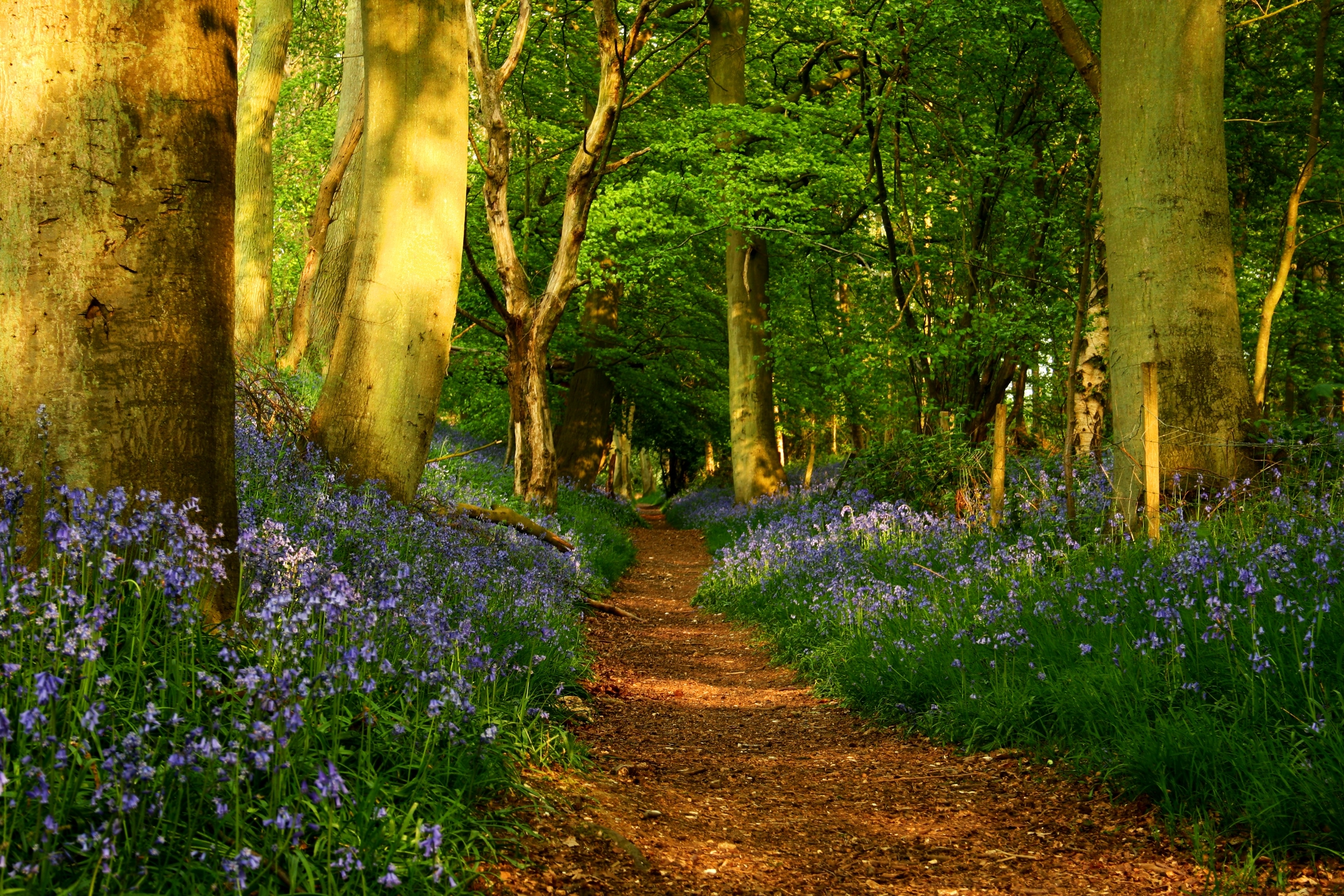
Scilla non-scripta poussant dans un sous-bois.

De nombreuses plantes bulbeuses poussent dans des communautés adaptées aux incendies récurrents pendant la saison sèche (par exemple, diverses espèces d'Iridaceae). Pendant ces périodes, les plantes bulbeuses sont au repos et survivent ainsi à la chaleur du feu. Les feux nettoient la surface du sol de toute végétation, éliminant la compétition et, en plus, apportent des nutriments au sol par les cendres. Lorsque tombent les premières pluies, les bulbes, cormes et rhizomes commencent à germer rapidement, initiant une nouvelle saison de croissance et de développement soutenue par les réserves accumulées dans leurs tissus au cours de la saison précédente. Plusieurs espèces du genre Cyrtanthus, par exemple, sont reconnues pour leur capacité rapide à fleurir après des feux de prairie naturels, et plusieurs de ces espèces sont connues sous le nom de « lis de feu ». En effet, certaines espèces comme Cyrtanthus contractus, Cyrtanthus ventricosus et Cyrtanthus odorus, ne s'épanouissent qu'à la suite d'incendies naturels.

## Distribution naturelle
La  plupart des espèces de plantes bulbeuses se trouvent dans les régions du monde à climat méditerranéen, c'est-à-dire là où les hivers sont froids et humides et les étés secs et chauds, avec un printemps court. Les réserves accumulées par ces plantes leur permettent de pousser rapidement au printemps, avant que les graminées annuelles n'aient le temps de le faire. Cinq régions dans le monde ont ce type de climat : le bassin méditerranéen, s'étendant vers l'est jusqu'à l'Asie centrale, la Californie, la région centrale du Chili, l'extrême sud de l'Afrique du Sud et l'ouest et le sud de l'Australie.
Dans les régions de climat tropical, où alternent des saisons sèches et humides, les plantes bulbeuses sont également très communes. Enfin, certaines espèces bulbeuses proviennent également de régions aux pluies estivales et aux hivers secs. Une région avec ce type de climat et qui est particulièrement riche en espèces bulbeuses est celle des monts Drakensberg dans le nord-est de la province du Cap en Afrique du Sud.

## Histoire de leur utilisation
L'utilisation des plantes bulbeuses est probablement aussi ancienne que la civilisation humaine. Depuis les origines de l'histoire, les racines ou les tiges charnues et souterraines de nombreuses espèces ont été utilisées comme nourriture. Ainsi, la pomme de terre (Solanum tuberosum), l'oca (Oxalis tuberosa) et la patate douce (Ipomoea batatas) ont été cultivées en Amérique du Sud pendant des centaines d'années comme source de nourriture. Les Égyptiens cultivaient des oignons (Allium) et les Grecs produisaient et exportaient de grandes quantités de safran (Crocus sativus) vers d’autres peuples.
Au fil du temps, les gens ont également commencé à percevoir de nombreuses espèces bulbeuses comme des objets de symbolisme religieux et pas seulement comme une source de nourriture. Les lys (Lilium), par exemple, sont utilisés comme symbole de pureté depuis des centaines d'années.

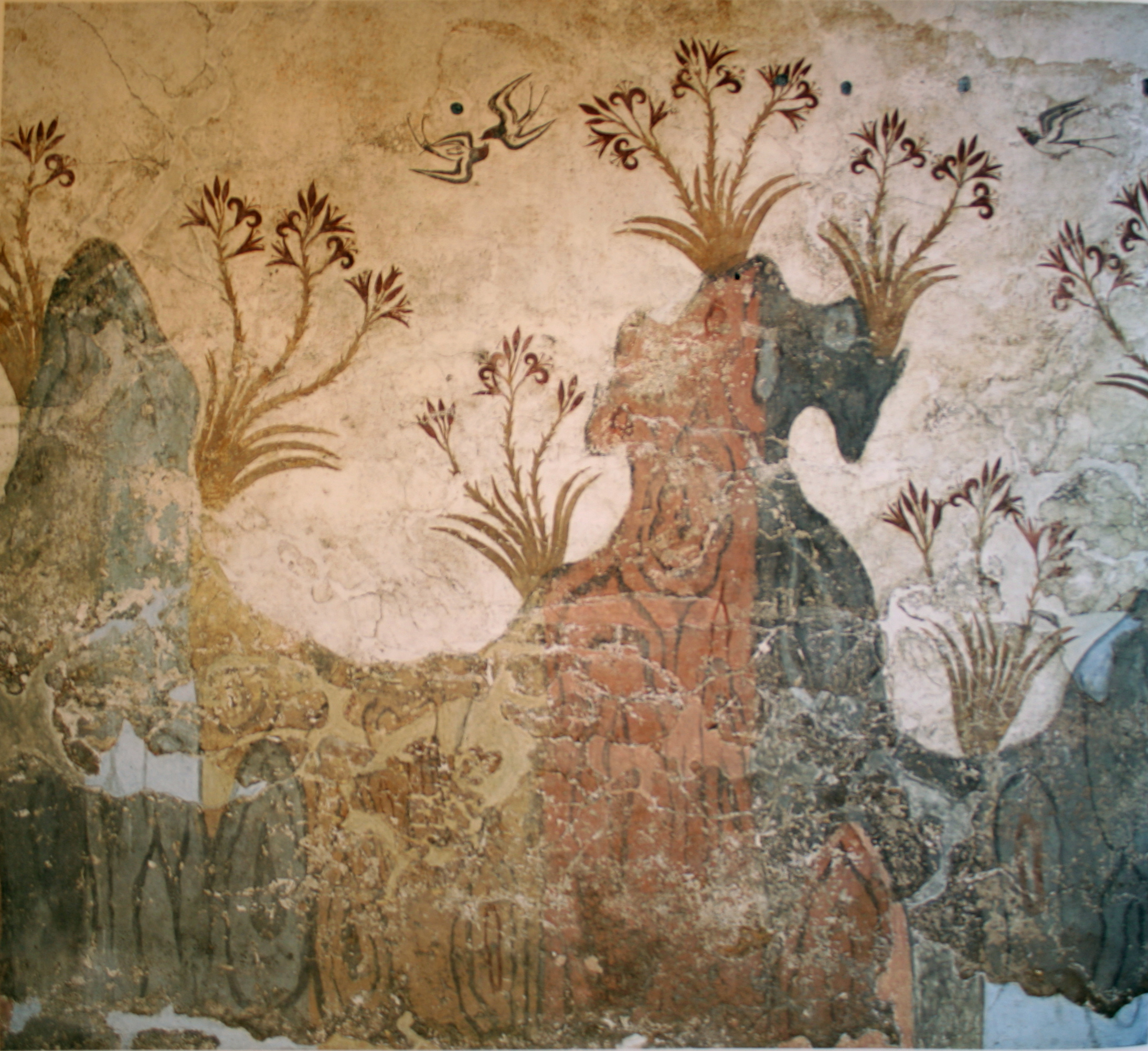
Lys dans un paysage printanier, fresque datée de la fin de l'âge du bronze. Fouilles d'Akrotiri (Santorin), Grèce.

Il existe dans des palais de Grèce des peintures datant de plus de 3000 ans qui témoignent de cet usage. Cette association entre la pureté et certains lys passa plus tard dans la chrétienté, où la Vierge Marie était représentée avec des fleurs de lys (Lilium candidum, lys blanc) dans les bras. Le symbole de la fleur de lys était à l'origine basé sur la fleur d'une espèce d'Iris (Iris pseudacorus) et est apparu dans les peintures religieuses égyptiennes et indiennes bien avant qu'il soit adopté comme emblème des rois de France dès le Ve siècle.
Les plantes bulbeuses ont donc servi de nourriture, de symboles religieux et de symboles du pouvoir royal pendant des milliers d'années. De même, ils ont été admirés et utilisés pour la beauté de leurs fleurs depuis des temps immémoriaux et par de nombreuses civilisations. La liste des pays qui ont utilisé des plantes bulbeuses comme ornements avant l'ère chrétienne est assez longue et comprend la Grèce, l'Égypte, la Chine, la Corée et l'Inde. La liste des genres cultivés dans ces pays comme plantes ornementales est encore plus longue : Lycoris, Lilium, Crocus, Cyclamen, Narcissus, Scilla, Gladiolus, Muscari, Ranunculus, Allium, Iris et Hyacinthus,.

## Utilisation en horticulture
Les plantes bulbeuses sont les plus polyvalentes de toutes les espèces de fleurs de jardin. Elles s'épanouissent dans des endroits très différents et embellissent toutes les saisons de l'année. En plus de la beauté de leurs fleurs, de nombreuses espèces de plantes bulbeuses ont un feuillage attrayant, ce qui les rend encore plus précieuses dans la conception de parcs et jardins. La plupart d'entre elles, en revanche, sont relativement rustiques et ne nécessitent pas de grands soins, elles se multiplient année après année, formant des colonies qu'il faut tout au plus éclaircir pour assurer une bonne floraison. Elles existent dans toutes les couleurs imaginables et beaucoup ont des parfums exquis. En ce qui concerne la taille, on peut trouver des espèces de quelques centimètres de hauteur comme Crocus minimus jusqu'à 3,6 m chez des spécimens de Cardiocrinum giganteum,.

### Massifs et bordures
Les plates-bandes et les bordures sont les endroits du jardin où sont traditionnellement plantées les espèces à bulbe. Le choix des espèces à planter dépend de plusieurs facteurs, tels que la nature du sol, la situation (endroit ensoleillé ou ombragé), la couleur ou l'effet à obtenir dans le jardin et la période de l'année à laquelle on souhaite. laissez les plantes s'épanouir

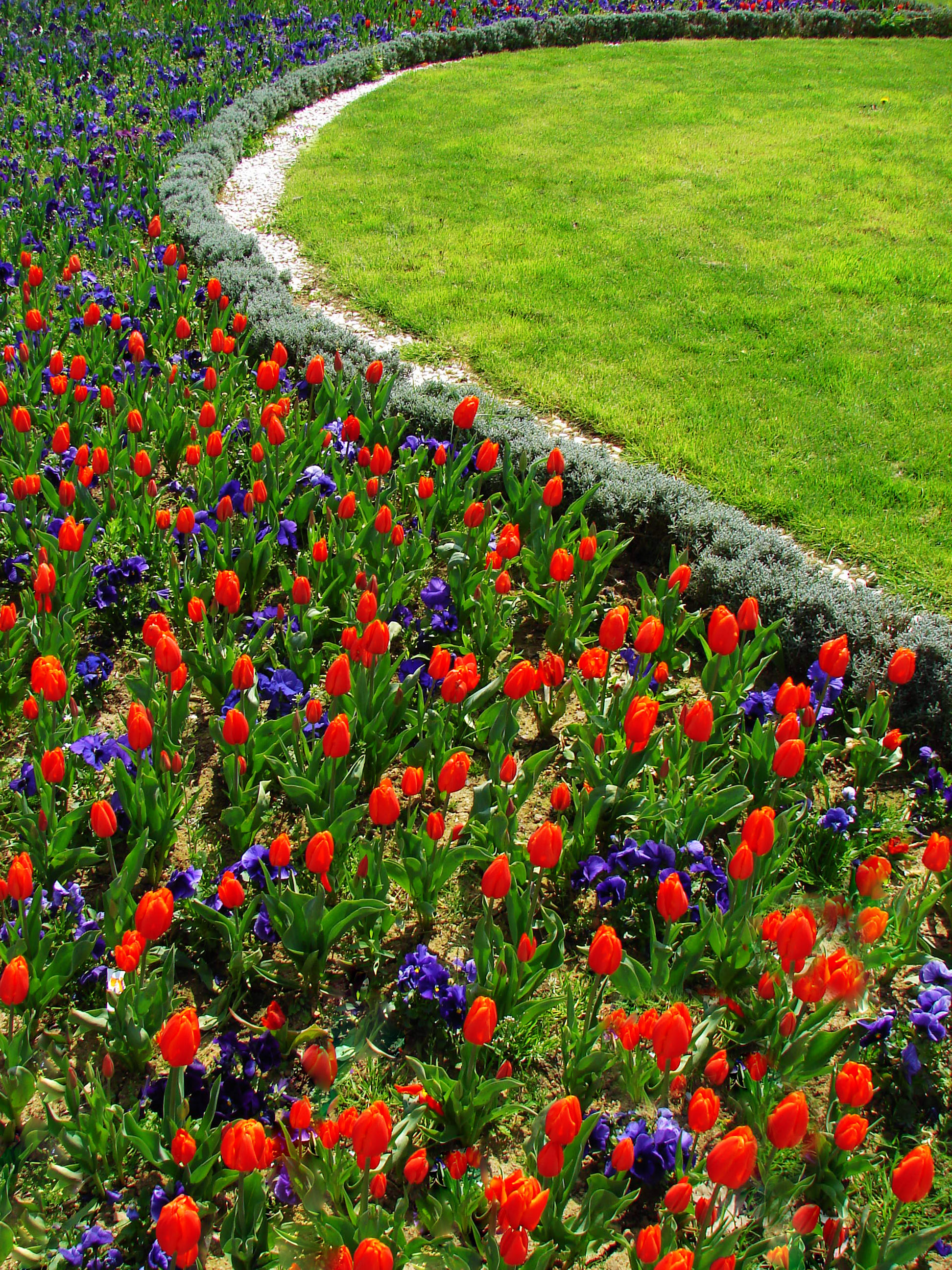
Bordure de tulipes et iris.

Voici des exemples de la saison de floraison de certaines espèces bulbeuses :
- Plantes bulbeuses à floraison printanière. Le printemps est la saison de l'année typique pour les plantes bulbeuses. Quelques exemples sont : Allium, Arum, Asphodelus, Camassia, Convallaria, Crocus, Cyclamen, Eranthis, Freesia, Fritillaria, Galanthus, Hyacinthus, Hippeastrum, Iris, Ixia, Leucojum, Muscari, Narcissus, Ornithogalum, Ranunculus, Scilla, Trillium, Tulipa et Zephyranthes.

- Plantes bulbeuses à floraison estivale : Achimenes, Agapanthus, Allium, Alstroemeria, Amaryllis, Anemone, Begonia, Calochortus, Canna, Crinum, Crocosmia, Dahlia, Dierama, Eucomis, Galtonia, Gladiolus, Gloriosa, Haemanthus, Hymenocallis, Lillium, Oxalis, Pancratium, Paradisea, Polianthes, Sprekelia, Tritonia, Watsonia, Zantedeschia.

- Plantes bulbeuses à floraison automnale : Crocus, Colchicum, Cyclamen, Nerine, Sternbergia.

- Plantes bulbeuses à floraison hivernale : certaines espèces des genres Galanthus, Crocus, Cyclamen et Eranthis.

### Naturalisation
Dans les grands parcs, il est possible de planter certaines espèces pour qu'elles se multiplient spontanément et poussent dans les pelouses ou sous les arbres. Cette pratique, la naturalisation d'une espèce, nécessite de répondre aux exigences écologiques de l'espèce en question et est très répandue dans les pays anglo-saxons. L'avantage le plus évident de cette pratique de culture est que les soins nécessaires sont minimes une fois la naturalisation obtenue. Les plantes appropriées pour la naturalisation sont celles assez petites, mais capables de rivaliser avec l'herbe environnante ; rustiques, au point de résister aux intempéries du climat année après année et prolifiques au point de se propager rapidement. 

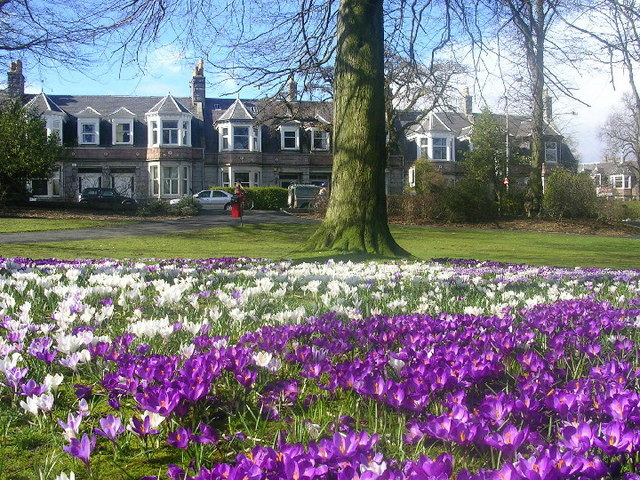
Crocus naturalisés dans les jardins du Victoria Park (Londres).

Certains des genres de plantes bulbeuses convenant à la naturalisation dans les jardins sont : Allium, Anemone, Arum, Colchicum, Crocus, Cyclamen, Endymion, Fritillaria, Galanthus, Ipheion, Leucojum, Lilium, Muscari, Narcissus, Ornithogalum, Scilla, Sternbergia et Tulipa.

### Jardins de rocaille
Le jardin de rocaille est un espace assez petit où l'on peut créer des conditions très différentes et cultiver un grand nombre d'espèces. La seule limitation est la taille des plantes, qui doit être petite. Certains des genres de plantes bulbeuses les plus appropriés pour la rocaille sont les suivants : Allium, Anemone, Anthericum, Bulbocodium, Chionodoxa, Cyclamen, Eranthis, Erythronium, Galanthus, Ipheion, Muscari, Ornithogalum, Oxalis, Romulea, Rhodohypoxis et Scilla.

## Acquisition
Les plantes bulbeuses peuvent être des plantes persistantes, telles que Clivia, Agapanthus et de nombreuses espèces et variétés d'Iris et Hemerocallis. Cependant, la plupart des plantes bulbeuses sont à feuilles caduques puisqu'elles traversent des périodes de l'année au cours desquelles elles perdent toute la partie aérienne et les organes de réserve se retrouvent au repos sous terre. Cette caractéristique a été utilisée dans la commercialisation de ce type de plantes, car au début de la période de repos, les bulbes peuvent être retirés du sol et préparés pour la vente, pouvant rester secs, sans aucun substrat, pendant des semaines ou des mois,.

## Multiplication
Les plantes bulbeuses peuvent se multiplier  sexuellement, par l'intermédiaire de graines, ou par multiplication végétative. La multiplication par les graines est généralement utilisée pour augmenter rapidement le nombre de spécimens d'une espèce donnée et lors de l'amélioration génétique. De nombreuses espèces de plantes bulbeuses sont  auto-incompatibles, de sorte que la pollinisation doit être effectuée entre des clones ou des plantes différentes pour obtenir des graines. La plupart des graines de plantes bulbeuses germent bien lorsqu'elles sont semées dès qu'elles arrivent à maturité. Certaines espèces ont besoin d'une période froide pour germer.
Le plus gros problème de la multiplication par graines est que les plantes obtenues par ce moyen seront très variables pour un grand nombre de caractères, comme la couleur des fleurs, la hauteur et la période de floraison. C'est la raison pour laquelle on recourt normalement à la  multiplication asexuée, ou végétative, pour propager ce type de plantes. De cette façon, les caractéristiques d'un cultivar donné restent inchangées.
Les plantes bulbeuses peuvent se multiplier végétativement de diverses manières et il existe, selon le type d'organe de réserve, des méthodes plus ou moins générales qui sont décrites ci-après,,.

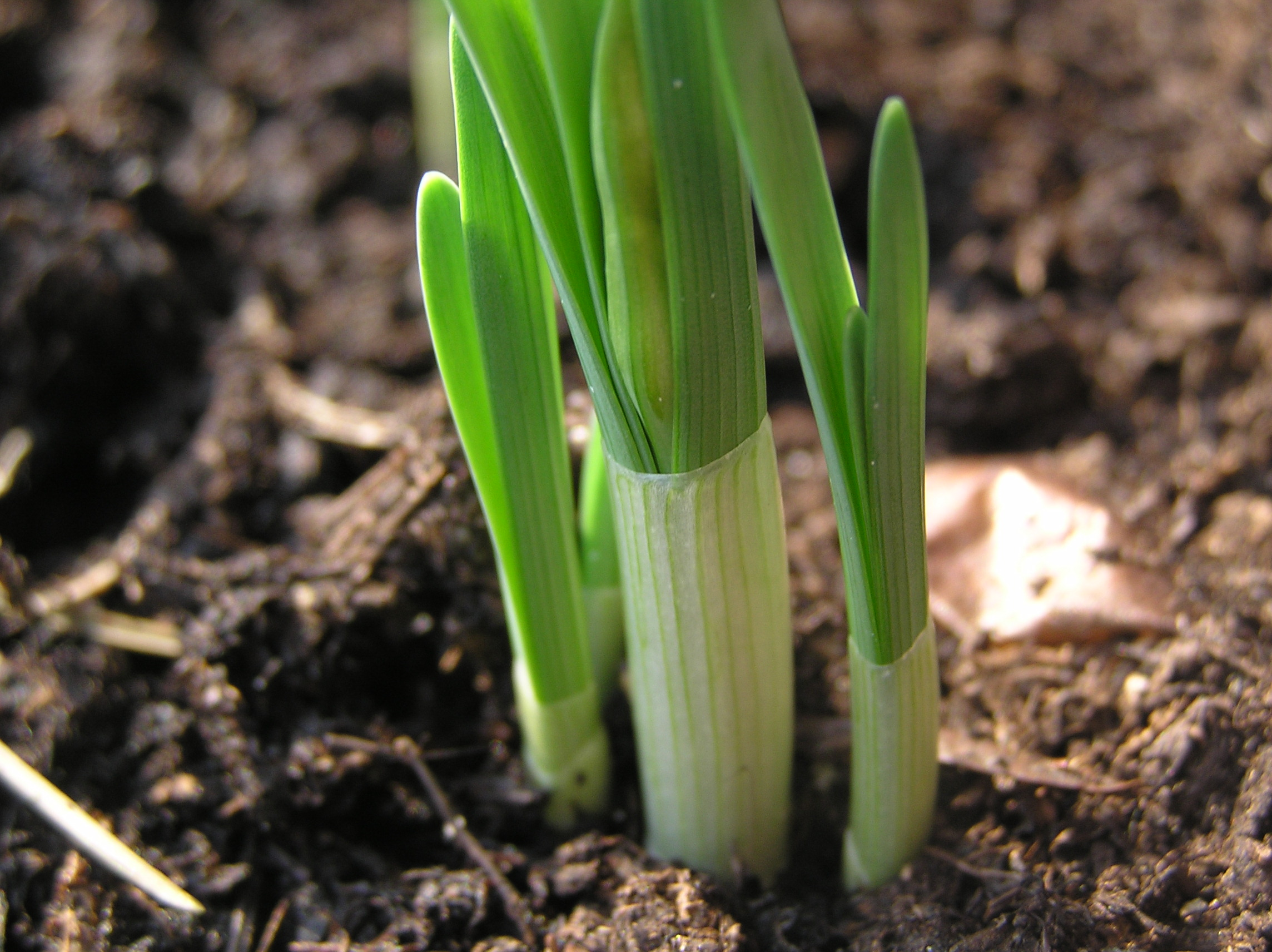
Jeunes pousses de narcisse.

#### Sociétés internationales consacrées aux plantes bulbeuses
- International Bulb Society : fondée en 1933, cette société est une organisation internationale, éducative et scientifique, sans but lucratif, destinée à la diffusion d'informations sur la culture, la conservation et la botanique de toutes les plantes bulbeuses. Sur son site Web, elle présente une galerie de photos d'un grand nombre de plantes bulbeuses[9].

- The Pacific Bulb Society : créée en 2002, cette société a pour objectif de diffuser des informations et de partager des expériences sur la culture des plantes bulbeuses ornementales. Sur son site Web, elle maintient une ressource éducative, « Pacific Bulb Society Wiki », avec des images et des informations sur de nombreuses espèces de plantes bulbeuses[10].

- Australian Bulb Association : fondée en 2001, cette association propose une collection de photographies de plantes bulbeuses sur son site web[11].